# Prasinocyma rhodocosma
Prasinocyma rhodocosma là một loài bướm đêm thuộc họ Geometridae. Nó được tìm thấy ở miền bắc Tây Úc, Bắc Úc, Queensland và New South Wales.
Sải cánh dài khoảng 30 mm.
Ấu trùng ăn các loài young shoots and leaves của Eucalyptus

## Hình ảnh

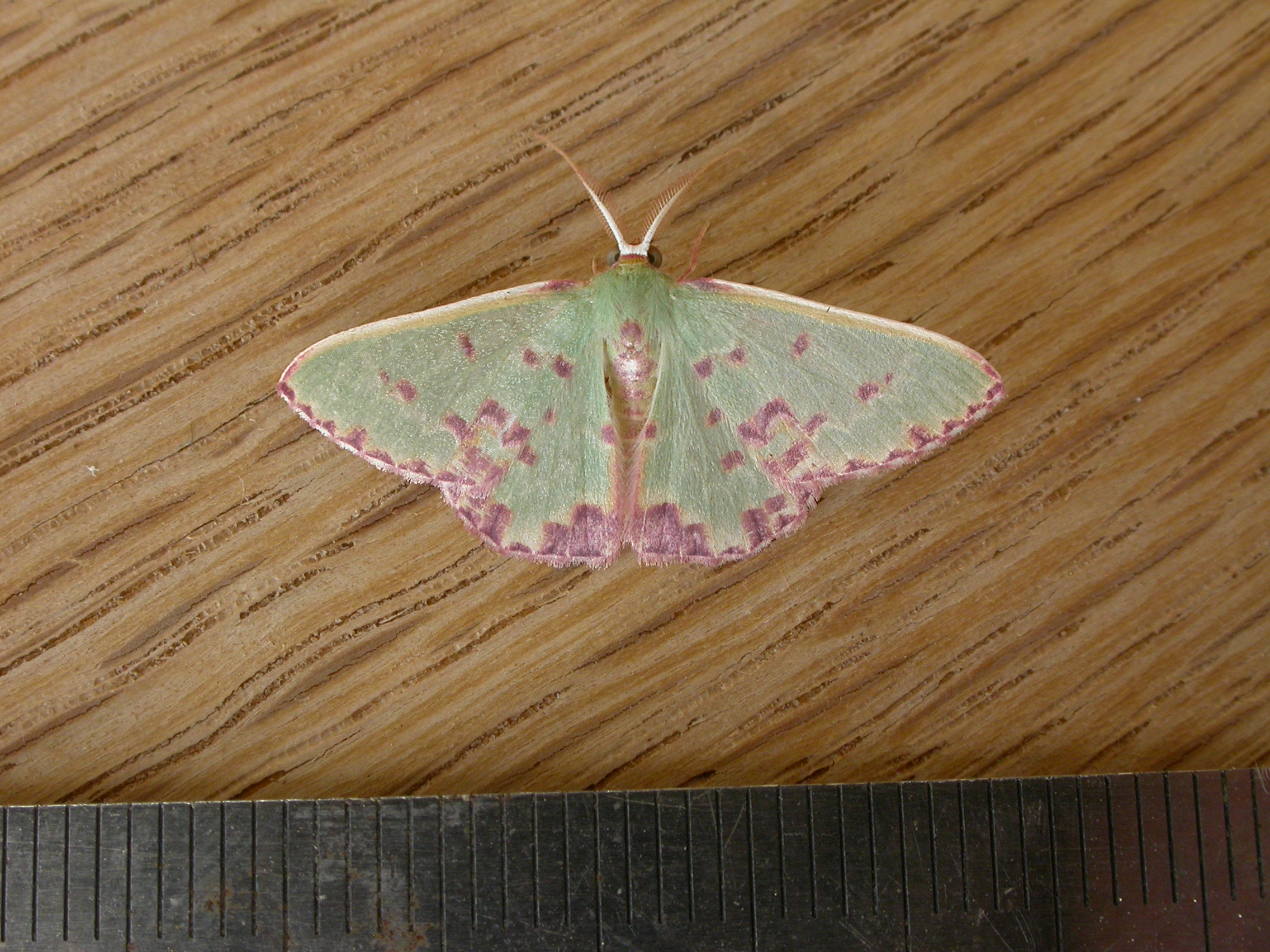
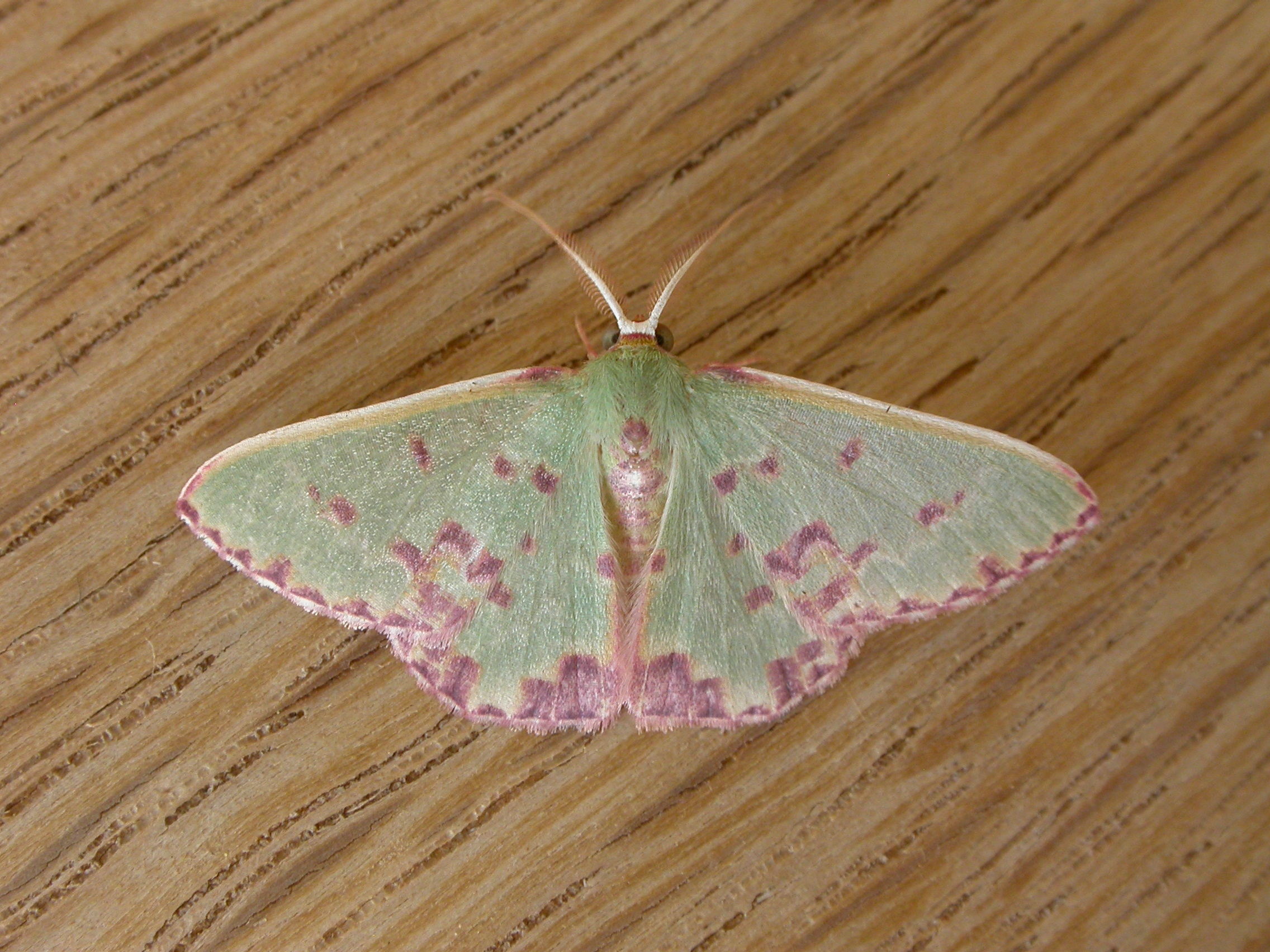